# 山口絵里奈 (1982年生)
山口 絵里奈（やまぐち えりな、1982年11月7日 - ）は日本の元タレント、元グラビアアイドル。

## 概要
東京都出身。活動当時の所属芸能事務所はホリ・エージェンシー。15歳で雑誌『ビッグコミックスピリッツ』1998年2月2日号の巻頭グラビアでデビューし、関西テレビ深夜番組のバトギャルとして人気を博した。芸名の漢字表記は当初から活動後期に至るまで「山口絵里奈」が多く使われているが、中間期には「山口絵理奈」も併用されている。2005年を最後に事実上引退した。
1985年生まれで2006年デビューの巨乳アイドルの山口絵里奈やレースクイーンの山口恵里奈とは別人。紛らわしいため度々混同されるが、どちらとも活動期間は重複していない。

## 出演

### ラジオ
- しんドル（JFN） - 1998年度レギュラー

### バラエティ
- 逆L（フジテレビ） - レギュラー
- バトラク（2001年、関西テレビ） - ホリプロバトギャルとしてレギュラー
- 秋葉☆りむじん（2003年、テレビ東京）

### 映画
- ゴト師株式会社 ルーキーズ THE MOVIE（1999年、パル企画） - 辻かおり役
- セブンズ フェイス（2000年12月1日 - 、WOWOW）

### ドラマ
- 科捜研の女 第2シリーズ FILE.06（2000年11月23日、テレビ朝日） - ゲスト
- 金曜エンタテイメント 西村京太郎スペシャル お局探偵亜木子&みどりの旅情事件帳（2003年6月6日、フジテレビ） - ゲスト
- 金曜エンタテイメント 神様、何するの（2003年12月5日、フジテレビ）

### イメージビデオ
- MELTY VOICE（2005年6月23日、フォーサイド・ドット・コム）

### 雑誌
- ビッグコミックスピリッツ 1998年2月2日号（小学館） - グラビア
- ファイヤー 2001年2月26日号（洋泉社） - グラビア
- ヤングアニマル 2001年7月13日号（白泉社） - 表紙・グラビア
- スコラ 2003年9月号（スコラマガジン） - 白ビキニクイーン決戦大会参加（稲原樹莉、小口もな美、喜屋武ちあき、熊谷朋美、阪上喜美子、城島渚、次原かな、二宮歩美、藤池美香、柳野玲子、山本あき奈、憂木怜央奈）
- Chuッ スペシャル 2003年11月（ワニマガジン社） - グラビア

### Web
- @misty アイドル汁 初汁クイズレッグペーパー!（2003年10月24日[5]）
- デスクトップギャルコレクション（2003年12月[6]）

### その他
- ホリエージェンシートレカ
- ホリエージェンシーチョロQ[7]